# Boechera collinsii
Boechera collinsii là một loài thực vật có hoa trong họ Cải. Loài này được (Fernald) Á.Löve & D.Löve mô tả khoa học đầu tiên năm 1982.